# Enric Llaudet
Enric Llaudet (25 de setembro de 1916 - 15 de agosto de 2003) foi um empresário e empreendedor esportivo catalão, mais conhecido por ter sido o presidente do FC Barcelona entre os anos de 1961 e 1968. Foi o homem que inaugurou o Troféu Joan Gamper, um torneio amistoso em homenagem à Joan Gamper, que também foi ex-presidente do clube.
Em sua presidência, o Barcelona foi campeão da Copa del Rey de 1962-63 e da Taça da Cidade com Feiras de 1965-66. Foi precedido por Francesc Miró-Sans e sucedido por Narcís de Carreras. Faleceu de pneumonia aos 86 anos em um hospital de Barcelona em 15 de agosto de 2003.